# 宋褧
宋褧（1294年—1346年），字顯夫。大都宛平（現今為中華人民共和國北京市一部分）人，元朝政治人物。

## 生平
泰定元年（1324年）宋褧考中進士，並出任秘書監校書，後來又擔任翰林編修。至元三年（1337年）擔任監察御史，後來又擔任西臺都事以及翰林待制、國子監司業、翰林直學士兼任經筵講官。

## 身后
去世後朝廷追封他為范陽郡侯，謚號文清。

## 著作
著作有《燕石集》。

## 延伸阅读
[在维基数据编辑]
 《新元史/卷208》，出自柯劭忞《新元史》